# Paulo Nery
Paulo Rogério Nery, (São Paulo, 17 de março de 1981) é um jogador de basquetebol brasileiro.
Atualmente joga pelo Unifacisa Basquete 

## Títulos
- Santo André 2003 cestinha do Paulista

COC/Ribeirão Preto
- Campeonato Paulista: 2004 e 2005

Vice campeão Sul Americano 2005 
Campeão dos Jogos Abertos de Barretos 2004
- Campeão da Copa EPTV

São José Basketball
- Campeonato Paulista: 2010
- Jogos Regionais: 2006, 2008 e 2009
- Torneio Novo Milênio: 2006
- Jogos Abertos do Interior: 2009
- Jogos Abertos Brasileiros: 2010
- [Jacareí Campeão Paulista 2014, Campeão da Copa Brasil 2015 , Campeão Paulista 2015 ]*
- [Campeão Paraense pelo Clube do Remo 2015]
- [Facisa Cestinha da Copa Brasil 2016 ]*
- [ContiAssis Campeão Paulista 2016 ]*
- [Facisa Campeão Paraibano 2016 ]*